# CA Fénix
Centro Atlético Fénix – urugwajski klub piłkarski z siedzibą w mieście Montevideo.

## Osiągnięcia
- Mistrz drugiej ligi urugwajskiej (7): 1956, 1959, 1973, 1977, 1985, 2006/07, 2008/09

## Historia
Klub założony został 7 lipca 1916. W sezonie 2006/2007 klub występuje w drugiej lidze urugwajskiej, w której rozegrał już łącznie 38 sezonów.

### Piłkarze
- Eduardo Acevedo
- Julio César Cortés
- Jorge da Silva
- William Martínez